# خيري علقم
خيري موسى علقم (19 نوفمبر 2001 – 27 يناير 2023) شاب فلسطيني قام بتنفيذ عملية كنيس القدس بتاريخ 27 يناير 2023 والتي قتل فيها 7 مستوطنين إسرائيليين وأصيب آخرون بجروح خطيرة، وقد اغتالته قوات الشرطة الإسرائيلية بعد اشتباك مسلح في فترة تنفيذ العملية.

## النشأة والتحصيل العلمي
وُلِد خيري موسى علقم بتاريخ 19 نوفمبر 2001 في مخيم شعفاط ويطلق عليه أحيانًا مخيم عناتا هو أحد المخيمات التي أنشأت بسبب حركة النزوح للاجئين الفلسطينيين، وكان خيري علقم يُقيم في حي الشيّاح الموجود في بلدة الطور في القدس الشرقية. في حين ينحدر من قرية بيت ثول المهجرة بقضاء القدس المحتلة في 1948، وهو الثاني بين أشقائه السبعة. تلقّى تعليمه الأساسي والإعدادي والثانوي في مدارس المدينة، وبعد إنهاء الدراسة توجه للعمل في مجال الكهرباء.

## الخلفية
قُتل جده خيري علقم بطعناتٍ من أحد المستوطنين أثناء توجهه إلى عمله في البناء في 13 أيّار/مايو 1998. كان خيري قد بث رسالة صوتية على حسابه على تيك توك قال فيها: «يا نفس إن لم تقتلي فموتي، ونحن لا نرفع أيدينا إلا لله، ولا نسجد إلا لله، ولا نسمع إلا من رسول الله».
كان خيري يقود سيارة بيضاء، ثم نزل منها، وأطلق النار لمدة 20 دقيقة بالقرب من كنيس في مستوطنة النبي يعقوب المقامة على أراضي بلدة بيت حنينا شرق القدس، ثم أطلق أحد المستوطنين النار عليه. وتأتي عملية كنيس القدس بعد يوم واحد من اجتياح جنين حيثُ نتج عن الاجتياح مقتل 10 فلسطينيين بينهم امرأة وإصابة العشرات.